# Puente colgante de Niouc
El puente colgante de Niouc (en francés Pont de Niouc o Pont de l'Araignée; en alemán Spinnenbrücke), cruza el río Navisence entre la aldea de Niouc (Saint-Luc VS) y el pueblo de Vercorin en el cantón del Valais, Suiza. Fue construido en 1922.
El puente Niouc fue construido para abastecer de agua a la ciudad de Briey (municipio de Chalais VS) y está compuesto por una tubería de agua y una pasarela. La altura del puente colgante es de 190 m y la luz es de 200 m. o de 220 m. Está ubicado en un desfiladero rocoso a una altitud aproximada de 880 a 900 metros de altura. El puente colgante de Niouc fue el puente más alto del mundo entre 1922 y 1929 y fue el puente más alto de Suiza hasta el verano de 2017.

## Historia
En 1996, el puente fue reparado y renovado. Anteriormente, había estado cerrado al público durante años, porque el piso de madera del puente se había podrido y las partes metálicas se habían oxidado.

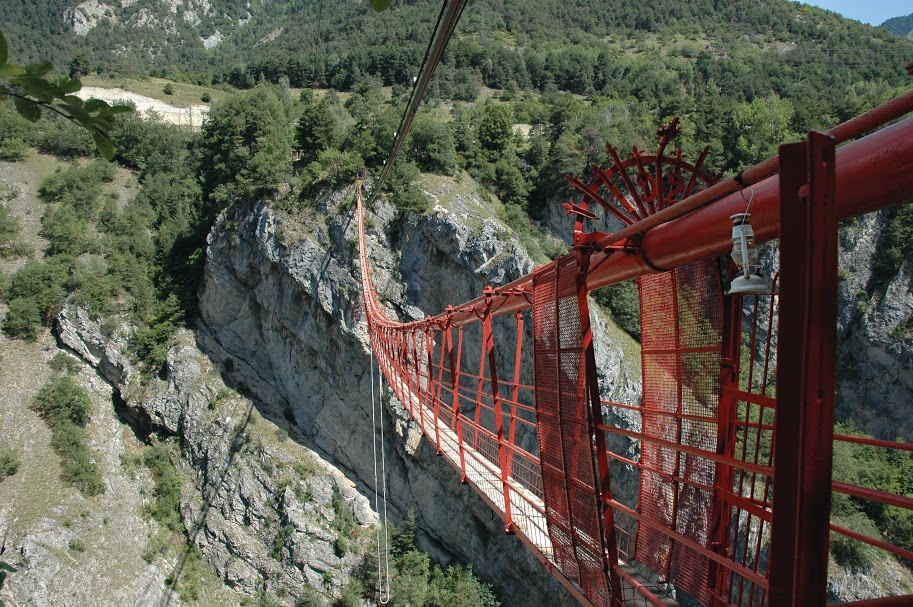
Puente colgante de Niouc (lado del valle de Vercorin)

Durante los meses de verano, se ofrece práctica de puenting en el puente de Niouc. El puente también se llama Pont de l'Araignée, o "puente araña", por su estructura, la red de cables metálicos. El artista Berthod pintó una araña gigante en una pared de roca al lado del puente.